# 葵潭镇
葵潭镇，是中华人民共和国广东省揭阳市惠来县下辖的一个行政建制镇。

## 行政区划
葵潭镇下辖以下地区：
长春社区、玄武社区、吉成社区、葵亭村、长埔村、青陂村、三池埔村、石陂仔村、土墙墩村、土角寮村、吉镇村、门口葛村、千秋镇村、南照埔村、头屯村、溪口村、新联村、陂美村、兵营村、石田村、新光村、顶寨村、北山埔村、螃蟹村、青坑村和圆墩村。

## 交通
- 厦深铁路：葵潭站